# Autobahn (Duitsland)

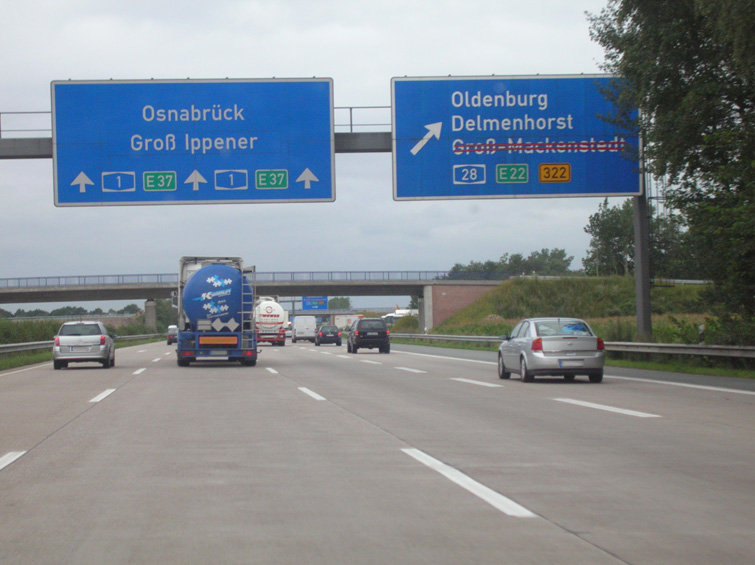
A 1 tussen Bremen en Osnabrück

De Autobahnen in September 2014

De Autobahnen in december 2020

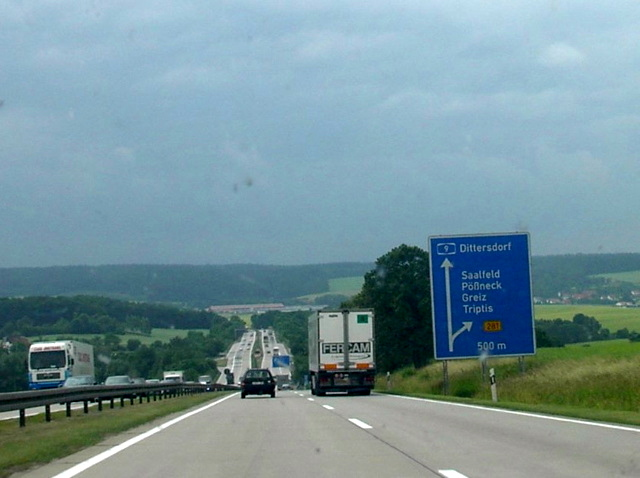
Autobahn in de vroeger gebruikelijke uitvoering zonder vluchtstrook

Autobahn is een Duitse term voor autosnelweg die in 1929 werd geïntroduceerd door hoogleraar Robert Otzen. Autosnelwegen in Duitsland heten officieel Bundesautobahnen, waarvan de gebruikelijke afkorting BAB is. Wegnummers worden aangeduid zonder de letters A of BAB, op een blauw schildje met 'ingedeukte' witte omlijning.
Autobahnen in Duitsland zijn wereldwijd bekend omdat het een van de weinige autosnelwegen in de wereld zijn waar (op ongeveer 3/4 van het totale netwerk) geen snelheidslimiet geldt. Er is wel een adviessnelheid van 130 km/u. Indien een aanrijding veroorzaakt wordt op de autosnelweg waarbij een van de bestuurders harder reed dan 130 km/u, dan kan deze bestuurder gedeeltelijk aansprakelijk zijn voor het incident vanwege zijn te hoge snelheid. De manier waarop de snelwegen zijn aangelegd is uniek: de basislaag is ruim dubbel zo dik als die in andere landen, er wordt gebruikgemaakt van speciale geleiderails en bochten zijn meestal aangelegd op een manier waarbij nooit veel snelheid moet worden ingeleverd.
Duitsland heeft 13.175 kilometer aan autosnelwegen en is hiermee nummer 4 in de wereld na de Verenigde Staten, Spanje en China. Aangezien het landoppervlak van Duitsland relatief klein is, heeft Duitsland hiermee ook een van de dichtste snelwegnetwerken ter wereld.

## Historie
De term Autobahn werd in 1929 voor het eerst geïntroduceerd door hoogleraar Robert Otzen. Het eerste plan om een autosnelweg aan te leggen is het HaFraBa-plan uit 1927. Het was de bedoeling om HAmburg, FRAnkfurt en BAzel via een autosnelweg met elkaar te verbinden. De in 1924 geopende eerste autosnelweg ter wereld, tussen Milaan en Varese in Italië, stond daarbij als voorbeeld.
Met het begrip 'Autobahn' werd in 1929 een autoweg (Schnellstraße) zonder kruisingen en tegemoetkomende verkeer bedoeld. De eerste Autobahn die aan deze omschrijving voldeed, werd op 6 augustus 1932 door Konrad Adenauer, de burgemeester van Keulen, tussen Keulen en Bonn geopend en was 20 kilometer lang. Tegenwoordig wordt dit stuk de A555 genoemd. Deze weg was al voor snelheden van 120 km/h ontworpen, hoewel de voertuigen destijds maar een beduidend lagere maximumsnelheid konden bereiken.
In 1935 werd door Adolf Hitler tussen Frankfurt en Darmstadt een 'Reichsautobahn' geopend, die door de nazipropaganda onjuist de eerste Duitse autobahn werd genoemd. Deze weg is nu onderdeel van de A5.
In de jaren '30 hadden de landschapsarchitect Alwin Seifert en civiel ingenieur Hans Lorentz grote invloed op de vormgeving van de Autobahnen. Zij ijverden voor de "curvelineaire weg" en voor toepassing van de Engelse landschapsstijl. Langs de weg moest een brede strook worden vrijgehouden die kon worden ingericht als decor, opgebouwd uit lokale elementen. Door de flauwe bochten zou de chauffeur meer alert blijven dan op lange rechte wegen.
Na de Tweede Wereldoorlog kwam een aantal Autobahnen in de DDR en Polen te liggen. Deze landen hebben weinig aan onderhoud gedaan, waardoor veel wegen in slechte conditie raakten en gevaarlijk werden. De nieuwe Duitse regering gaf na 1990 prioriteit aan het opknappen van de Autobahnen in de voormalige DDR. Ook de Poolse regering heeft, als onderdeel van een eigen plan om een snelwegennetwerk op te zetten, de oude Duitse snelwegen opgeknapt, zodat ze onderdeel kunnen worden van het nieuwe Poolse wegennet.

## Transitautobahnen
Ten tijde van de DDR kon verkeer tussen West-Duitsland en West-Berlijn gebruikmaken van een viertal routes:
- Hamburg – Berlijn (door de DDR via de A 24, A 10 en A 111)
- Hannover – Berlijn (door de DDR via de A 2, A 10 en A 115)
- Frankfurt am Main – Berlijn (door de DDR via de A 4, A 9, A 10 en A 115)
- Neurenberg – Berlijn (door de DDR via de A 9, A 10 en A 115)

Voor het gebruik van deze wegen golden strenge regels. Het was verboden de weg te verlaten. Ook mocht men de reis in principe niet onderbreken zonder noodzaak. Tankstations en wegrestaurants mochten wel gebruikt worden maar meer contact dan strikt noodzakelijk mocht men niet hebben met DDR-burgers; bovendien moest men de extra reistijd kunnen onderbouwen middels overleg van de factuur.

## Varia
In de jaren 70 werd de Autobahn als exponent van het (West-)Duitse Wirtschaftswunder bezongen in het gelijknamige nummer van de groep Kraftwerk, die daarmee aan de wieg stond van de electropop.
In diverse delen van Duitsland staan nog restanten van onafgemaakte Autobahnen, zoals viaducten,  bruggen, brugpijlers enz.. Deze waren ten tijde van het uitbreken van de Tweede Wereldoorlog in aanbouw, maar zijn nooit afgebouwd,  ten dele omdat een gedeelte van het traject na mei 1945 niet meer tot Duitsland  behoorde. De bekendste hiervan staan tegenwoordig bekend als Strecke 24, 46, 77 en 85. Een aantal elementen van deze gestaakte werken heeft andere bestemmingen gekregen, zoals een brugpijler van Strecke 46 bij Gräfendorf,  in de Spessart,  die als kunstmatige klimwand fungeert.